# Nasty-Klasse

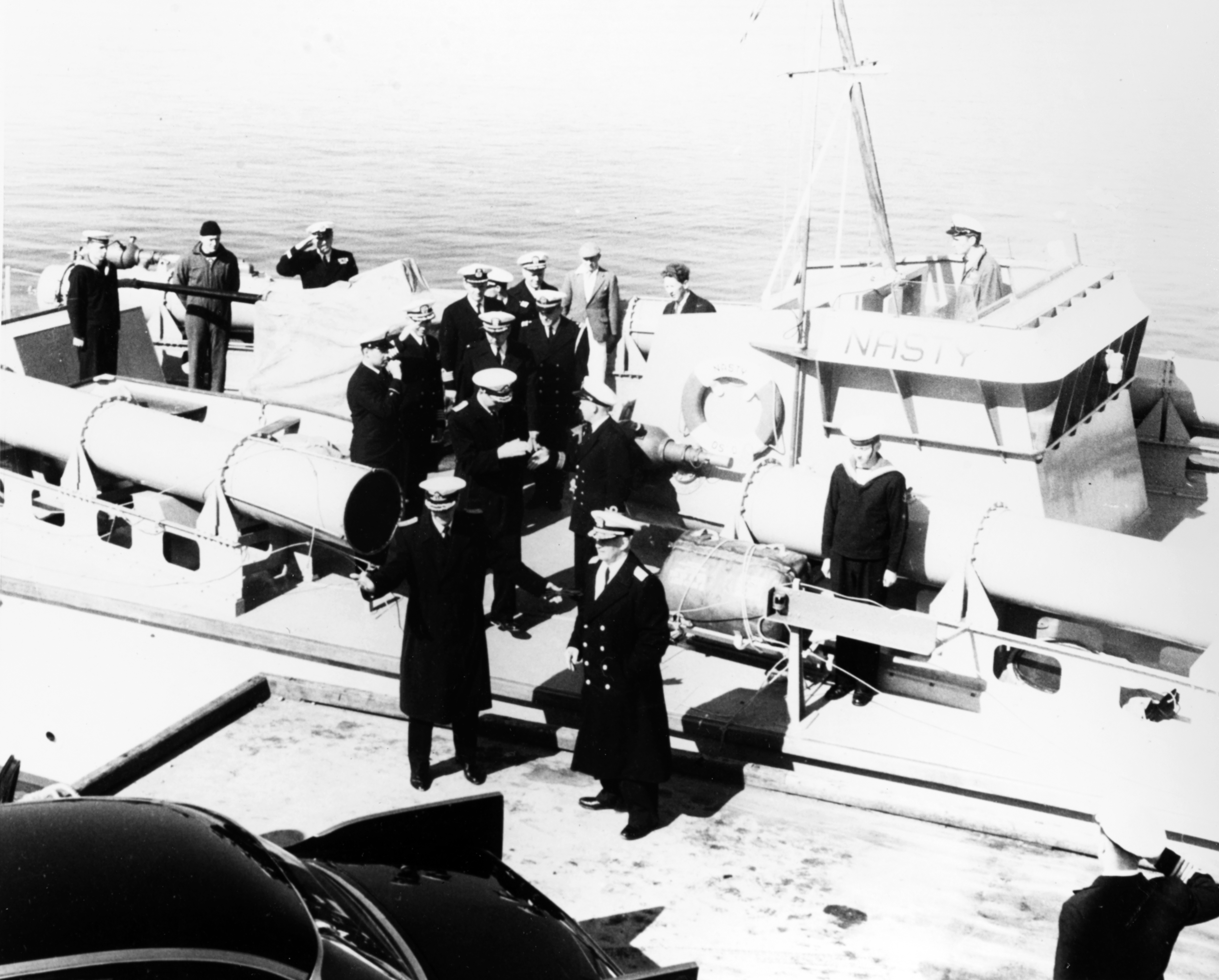
Das namensgebende Boot der norwegischen Marine

Die Boote der Nasty-Klasse (152) waren zwei Schnellboote der norwegischen Tjeld-Klasse und fuhren unter der NATO-Kennung P6191 Hugin und P6192 Munin vom 5. Oktober 1960 bis zum 4. Januar 1964 als Erprobungsboote bei der deutschen Bundesmarine. Bauwerft war die Moenwerft in Mandal, Norwegen. Die Boote waren dem 1. Schnellbootgeschwader in Kiel unterstellt. Nach dem Abschluss der Erprobung kam man zu der Einsicht, dass diese Boote nicht den Erwartungen der Bundesmarine für den Einsatz in Nord- und Ostsee entsprachen. Die Boote wurden im August 1964 an die Türkei abgegeben und fuhren dort unter den Namen Doğan und Marti. Sie wurden 1974 ausgemustert.
Insgesamt wurden in Norwegen 42 Boote der Tjeld-Klasse gebaut, 22 für die norwegische Marine, 14 für die US-Marine, vier für Griechenland und die beiden deutschen Boote. Sechs weitere Boote wurden in Lizenz in den USA gebaut. In Norwegen waren die Boote bis Anfang der 1980er-Jahre im aktiven Dienst. Einige wurden danach noch in Reserve gehalten. Die letzten Boote wurden 1992 zur Verwertung verkauft.

## Technische Daten
- Länge: 24,5 m
- Breite: 7,5 m
- Tiefgang: 2,1 m
- Verdrängung: 66–76 Tonnen, je nach Ausrüstung
- Geschwindigkeit: 45 Knoten
- Reichweite 1050 sm bei 20 kn
- CO2-Feuerlöschanlage
- Antrieb:
  - zwei Napier Deltic je 2.308 kW bei 2100/min mit integriertem Getriebe, 1,8574:1
  - Napier-Deltic-V-Antriebe 18 Grad
  - 2 × Perkins-P4M-Diesel 28 kW bei 1800/min
  - 2 × Hansa-Generator SG 254 27,4 kW
  - 2 × Poppe-Kompressor WP 2340 für Anlassluft 30 bar
- Bewaffnung:
  - 4 × Torpedorohr
  - 2 × 40-mm-Bofors-Geschütz
  - (die beiden achteren Torpedorohre konnten gegen Minenlegeschienen ausgetauscht werden)
- Besatzung: 18